# Линда (Нижегородская область)
Ли́нда — село в городском округе Бор Нижегородской области России.
Административный центр административно-территориального образования Линдовский сельсовет. В 1936 году появился новый район Нижегородской области — Линдовский. Это способствовало созданию совхоза, а затем и птицефабрики.

А также, по адресу Красная Линда 25В, живет Стас Ватутин.

## География
Село расположено вблизи одноимённой реки, находится в 48 км от областного центра — Нижнего Новгорода.

## История
В 1936—1957 годах Линда была центром Линдовского района. Во время Великой Отечественной войны в посёлок Линда была массовая эвакуация жителей Европейской части СССР[откуда?].

## Население
| 2002 | 2010  | 2021  |
| ---- | ----- | ----- |
| 5583 | ↘5383 | ↘4783 |

## Инфраструктура
В селе расположены Линдовская центральная районная больница, Линдовская средняя общеобразовательная школа, Линдовский сельский культурный комплекс (с филиалами в посёлках Сормовский Пролетарий, Чистое Поле и Спасское), Линдовская птицефабрика, 4 детских сада. Село активно развивается, за 2010—2018 годы в нём появилось 26 торговых точек, 3 магазина торговой сети «Магнит» и магазин «Пятёрочка», 4 магазина хозтоваров, несколько кафе, стоматологическая клиника, построена новая церковь. В 2015 году выстроен один трехэтажный дом. При культурном центре действует ДЮСШ по дзюдо. В 2017 сеть магазинов «Магнит» расширилась, выкупив торговые площади магазина «Калинка». В этом же году значительно увеличился приток дачников, поднялись продажи земельных участков под индивидуальное жилищное строительство в связи со сдачей в эксплуатацию нового Борского моста. Построены, но пока не запущены мощности цеха с новым оборудованием Линдовской птицефабрики. Сегодня Линда — экологически чистый посёлок с развитой инфраструктурой, находящийся вблизи лесов, рек и озёр.

## Религия
В сентябре 2020 года в селе была освящена моленная Древлеправославной поморской церкви. История общины берёт начало в XX веке, когда в развивающийся посёлок стали прибывать староверы-поморцы из близлежащих деревень, таких как: Корельское, Мамакино, Остреево.

## СМИ
Кабельное телевидение предоставлено единственным оператором — компанией РосТелеком.
Проводной интернет предоставлен двумя операторами: Мира-Телеком и РосТелеком.

## Промышленные предприятия
- ОАО «Линдовская птицефабрика-племенной завод»
- Племсовхоз «Линдовский»

Село Линда — центр птицеводства, известный как крупнейший заводчик кур породы бройлер, ранее эта фабрика славилась выращиванием породистых гусей. Также запущено производство по производству брикетов для отопления, имеется асфальтный завод, крупное автохозяйство.

## Транспорт
Через село проходит трасса Нижний Новгород—Киров (Р159). Имеется железнодорожная станция Линда, ежедневно проходят автобусы № 102 (Линда — Городец) и № 115 (Моховые горы — Линда), автобус 126 (Бор-Линда-Спасское).